# Catimini (film, 2012)
Pour les articles homonymes, voir Catimini.
Pour plus de détails, voir Fiche technique et Distribution.
Catimini est un long métrage de fiction québécois, réalisé par Nathalie Saint-Pierre. Structuré autour de quatre personnages principaux, il traite de leur vie dans une famille d'accueil. 

## Synopsis
Se centrant sur les jeunes qui se trouvent sous la responsabilité de la Direction de la protection de la jeunesse, le film explore quatre époques, celle de l'enfance, avec Cathy, 6 ans, celle de la préadolescence, avec Kayla, 12 ans, celle de l'adolescence avec Mégane, 16 ans et celle de l'arrivée à la majorité, avec Manu. Les quatre personnages se rencontrent lors d'une fête donnée en hommage à la famille qui les a, à un moment donné, accueillis…

## Fiche technique
- Titre original : Catimini
- Réalisation : Nathalie Saint-Pierre
- Scénario : Nathalie Saint-Pierre
- Conseiller à la scénarisation : Georges Privet
- Photographie : Nathalie Moliavko-Visotzky
- Montage : Nathalie Saint-Pierre
- Son : Martyne Morin, Martin Allard, Bernard Gariépy Strobl
- Décors : Yves Fontigny, Kevin Grant
- Costumes : Nathalie Saint-Pierre
- Pays d’origine : Québec
- Productrice : Nathalie Saint-Pierre, Nicolas Comeau
- Société de production : Extérieur Nuit
- Société de distribution : Axia Films
- Tournage en langue française
- Format : HD, couleurs, 1.85:1 son monophonique
- Genre : drame
- Durée : 1h51
- Dates de sortie :
  -  Québec : 25 janvier 2013

Le financement du film est assuré, entre autres, par le Crédit d'impôt cinéma et télévision - Gestion Sodec, le Fonds Harold Greenberg, le Crédit d'impôt pour la production cinématographique ou magnétoscopique canadienne, Radio-Canada Télévision, la Sodec (Société de développement des entreprises culturelles – Québec), Super Écran (Québec) et Téléfilm Canada.

## Distribution
- Émilie Bierre : Cathy
- Joyce-Tamara Hall : Keyla
- Rosine Chouinard-Chauveau : Mégane
- Frédérique Paré : Manu
- Isabelle Vincent : Réjeanne
- Roger La Rue : Raynald
- Julien Adam : Kevin
- Alexandrine Agostini : Diane
- Lucie Boulanger : éducatrice
- Mireille Brullemans : Claudine
- Rosie Boivin : Virginie
- Caroline Dardenne : Martine
- Geneviève Goupil : éducatrice
- Claire Jacques : Gisèle
- Ophélie Leduc-Bérard : Amélie
- Laurie Paquette : Camille
- Kaly Roy : Chloé
- Gosia W. Coffman : Kim
- Érika Yergeau : Jessica

## Accueil
Le titre Catimini, tiré du prénom du personnage (Cathy), indique « le secret, le huis-clos » et reflète l'histoire de ces jeunes filles qui vivent, inaperçues, dans la société d'aujourd'hui. L'originalité de la démarche de la cinéaste tient du fait qu'elle ait choisi de tourner à hauteur d'enfant.
Le film est généralement bien accueilli par la critique qui souligne « l'acuité et la sensibilité du regard » de la réalisatrice.

## Distinctions

### Récompenses
- Prix Valois d'or au Festival du film francophone d'Angoulême (2012)[5]
- Prix Kinema franco-allemand de la jeunesse au Festival international du film de Braunschweig (2012)

### Sélections et nominations
- Festival du film francophone d'Angoulême (France), 2012
- Festival international du film de Braunschweig (Allemagne), 2012

- Festival du film francophone de Namur (Belgique), 2012
- Gala des prix Jutra (2014), en nomination pour les 5 prix suivants :
  - Meilleur film,
  - Meilleure actrice de soutien,
  - Meilleur scénario,
  - Meilleure direction de la photographie,
  - Meilleur montage